# Геленджикский район
Геленджикский район — административная единица в РСФСР, существовавшая в 1923—1963 годы. Административный центр — город Геленджик.

## География
Район располагался на территории занимаемой муниципальным образованием «Город-курорт Геленджик».

## История
- Геленджикский район был образован 26 января 1923 года в составе Черноморского округа Кубано-Черноморской области. Первоначально в состав района вошли 4 сельсовета: Архипо-Осиповский, Геленджикский, Кабардинский, Пшадский.
- С 2 июня 1924 года район в составе Юго-Восточной области, с 16 ноября 1924 года — в составе Северо-Кавказского края, с 10 января 1934 года — в составе Азово-Черноморского края.
- С 21 мая 1935 года по 16 апреля 1940 года в состав района входила часть территории упраздненного Туапсинского района.
- С 13 сентября 1937 года Геленджикский район в составе Краснодарского края.
- 11 февраля 1963 года Геленджикский район был упразднен. При этом Фальшиво-Геленджикский с/с, посёлок Кабардинка были непосредственно подчинены городу Геленджик, который получил статус города краевого подчинения, а Архипово-Осиповский поссовет, Дивноморский, Михайловско-Переварский и Пшадский с/с — в состав Туапсинского района.

## Административное деление
На 1 апреля 1941 года в состав района входили:
- город Геленджик
- посёлок Кабардинка

и 7 сельских советов:
- Адербиевский,
- Архипо-Осиповский,
- Береговой,
- Михайлово-Перевальский,
- Прасковеевский,
- Пшадский,
- Дивноморское.